# Tamara Jernigan
Tamara Elizabeth Jernigan (Chattanooga, 7 de maio de 1959) é uma cientista e ex-astronauta norte-americana, veterana de cinco missões espaciais.
Formada em Física em 1981 e ciência da engenharia em 1983 pela Universidade Stanford e em astronomia pela Universidade de Berkeley em 1987, Tamara entrou para o corpo de astronautas da NASA em 1986, trabalhando primeiro em funções em terra e sendo Capcom - comunicadora com tripulações em voo - em cinco missões do ônibus espacial.
Fez o primeiro de seus cinco voos ao espaço em junho de 1991, na nave Columbia, como especialista de missão da STS-40. Em novembro de 1992, na STS-52 Columbia, também trabalhou como especialista na missão de dez dias, que colocou em órbita um satélite italiano.
Em março de 1995 foi a comandante de carga da STS-67 Endeavour, que passou um até então recorde de 16 dias em órbita, e que levou à cabo a missão científica Astro-2 no Spacelab, dedicada a observações astronômicas do espectro ultravioleta em regiões da Terra.
Em novembro de 1996 voltou a ser especialista de missão em seu quarto voo espacial na STS-80 Columbia, que colocou satélites recuperáveis em órbita e foi a mais longa da história do programa dos ônibus espaciais.
Seu quinto e último voo ao espaço se deu em 27 de maio de 1999, na STS-96 Discovery, sua primeira viagem à Estação Espacial Internacional, e que também marcou a primeira acoplagem de um ônibus espacial a ela, desembarcando quatro toneladas de hardware e suprimentos, em preparação para a chegada da primeira tripulação permanente, Expedição 1, no ano seguinte. Nesta missão, Tamara realizou oito horas de atividades extraveiculares e completou um total de 1512 horas no espaço.